# It Won't Be Long
It Won't Be Long (Lennon/McCartney) är en låt av The Beatles från 1963. Låten spelas i filmen Across the Universe.

## Låten och inspelningen
En ganska typisk tidig Beatleslåt som präglas av många “Yeah” redan innan detta blivit synonymt med gruppen i och med “She Loves You” (som var outgiven då denna låt spelades in 30 juli 1963. Beatles klämde in denna session mellan några konserter i London och man spelar snabbt, energiskt och lite slarvigt vilket inte märks för den som inte lyssnar alltför noga. Låten kom att inledda gruppens andra LP ”With the Beatles” som utgavs i England 22 november 1963. I USA utgavs den 20 januari 1964 på en LP vid namn ”Meet the Beatles”. 